# Birrificazione

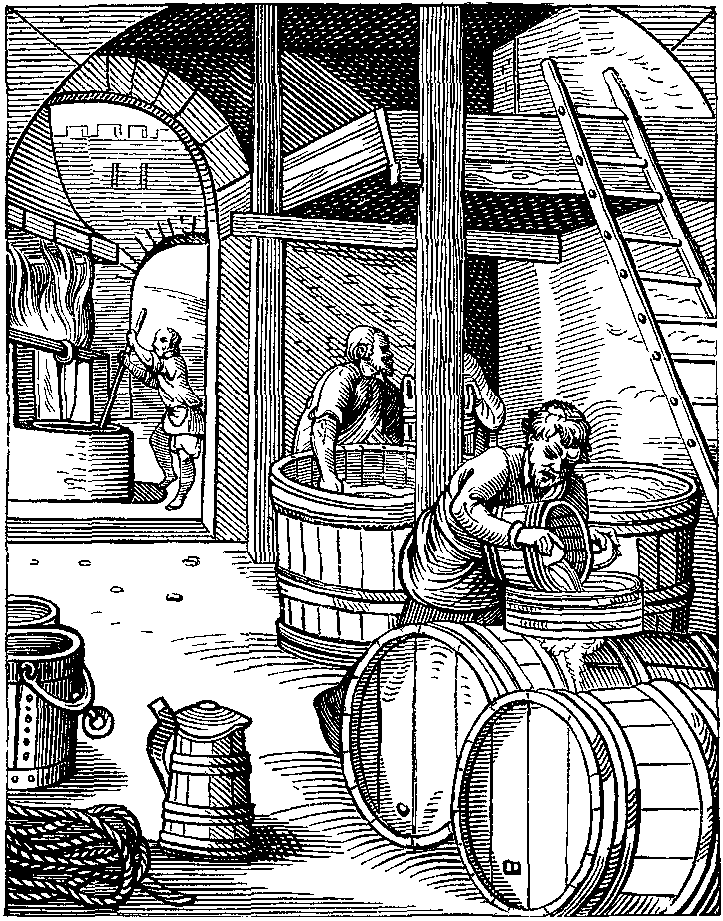
Birrificio del XVI secolo

La birrificazione è il procedimento atto a produrre birra mediante la macerazione di una fonte di amido (comunemente cereali) in acqua, seguita dalla fermentazione con ceppi specifici di lievito.

## Generalità
La birrificazione (detta anche, con francesismo, brassaggio) ha avuto inizio intorno al sesto millennio a.C. e i reperti archeologici suggeriscono che questa tecnica venne utilizzata nell'antico Egitto. Descrizioni di ricette per la preparazione della birra possono essere trovate in scritture sumere, fra le scritture antiche più conosciute. Oggi la birrificazione avviene nei birrifici per opera dei birrai e l'industria di produzione della birra è parte della maggioranza delle economie mondiali.
L'ingrediente base della birra è l'acqua, alla quale va aggiunta una fonte di amido, come ad esempio il malto d'orzo che è in grado di fermentare convertendosi in alcol, lievito per produrre la fermentazione e un aroma come il luppolo. Una fonte secondaria di amido può essere il mais, il riso o lo zucchero. Fra le fonti di amido meno utilizzate figurano anche il miglio, il sorgo e la radice di manioca in Africa, la patata in Brasile e l'agave in Messico. Il quantitativo del contenuti di amido in una birra è indicato solitamente nella lista degli ingredienti.
Il processo di birrificazione consta di una serie di successive operazioni comprendenti la maltificazione, la macinazione, la miscelazione, la separazione, la bollitura, la fermentazione, la pastorizzazione, il filtraggio e l'imbottigliamento. Esistono tre metodi principali di fermentazione, a caldo, a freddo e spontanea. La fermentazione può avvenire in recipienti scoperti o coperti. Vi può essere poi una fermentazione secondaria che può avvenire nel birrificio, in botte o in bottiglia.
La birrificazione si riferisce in particolare al processo di macerazione, come ad esempio la preparazione del tè, del sakè e della salsa di soia. Vino e sidro tecnicamente non seguono la stessa tecnica, ma derivano dalla spremitura del frutto intero con conseguente estrazione del liquido. L'idromele non segue lo stesso procedimento, dato che viene preparato sciogliendo il miele nell'acqua.

## Ingredienti

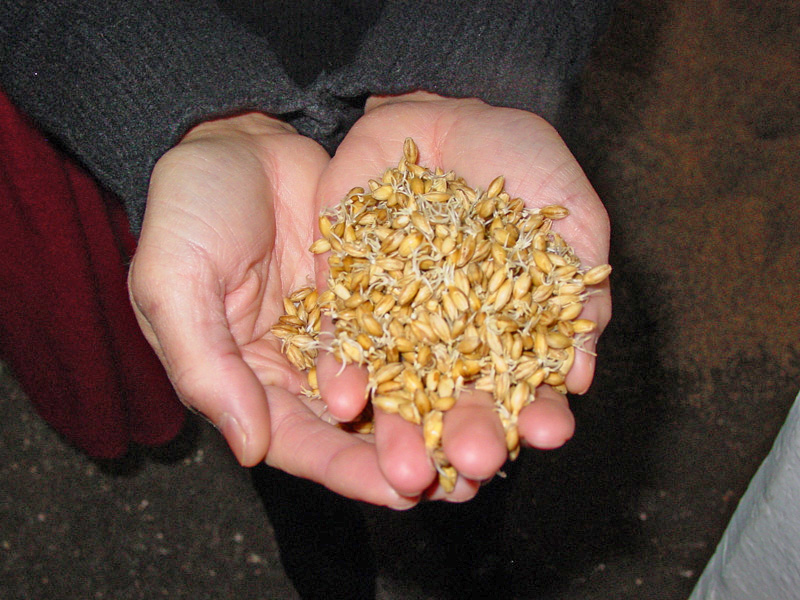
Malto d'orzo prima della torrefazione

L'ingrediente base della birra è l'acqua, con l'aggiunta di una fonte di amido come il malto d'orzo, capace di fermentare producendo alcol, di un lievito per produrre la fermentazione e una sostanza che aggiunga un aroma. Una miscela di amidi può essere costituita, oltre che dall'orzo, da mais, riso o zucchero, prodotti generalmente meno pregiati dell'orzo. Meno spesso possono essere usati miglio, sorgo e radici di manioca in Africa, patate in Brasile e agave in Messico.
Acqua
Si tratta del maggior componente della birra. In ogni regione vi sono acque con differenti contenuti di sali minerali; come conseguenza, con ciascuna di esse è possibile realizzare un particolare tipo di birra, che abbia un carattere ben definito. Per esempio, Dublino ha delle acque molto dure molto indicate per la produzione della stout, come la Guinness mentre Pilsen ha delle acque molto dolci adatte alla produzione di pale lager, come la Pilsner Urquell. Le acque inglesi di Burton contengono gesso, che rendono la pale ale di un colore pallido. Lo stesso risultato si ottiene aggiungendo gesso all'acqua locale in un processo noto come burtonizzazione.
L'acqua, quando necessario, è sottoposta preliminarmente a declorazione sia per ovvie ragioni organolettiche sia di processo (il cloro potrebbe influenzare negativamente le numerose reazioni e trasformazioni che avvengono). A volte subisce anche una fase preventiva di addolcimento mirato, al fine di raggiungere la composizione e la quantità di sali disciolti.
Amidi
La fonte dell'amido in una birra fornisce il materiale di fermentazione ed è un fattore determinante per la forza e il gusto della birra. La fonte di amido più comune utilizzata nella produzione della birra è il malto d'orzo. La maltificazione (detta anche "maltazione") si realizza immergendo il cereale in acqua, permettendo così di iniziare la germinazione e facendo poi asciugare parzialmente in forno il cereale germogliato. Il malto produce degli enzimi che convertono gli amidi in zuccheri fermentabili.
Differenti tempi di torrefazione e diverse temperature vengono usate per produrre colori diversi di malto dallo stesso cereale. Malti più scuri danno vita a birre più scure.
Quasi tutta la birra contiene malto d'orzo, come fonte maggiore di amido. Questo per merito della sua buccia fibrosa, che è importante sia nella fase di riscaldamento durante l'ammostamento (in cui viene aggiunta acqua sopra l'orzo macinato per formare la miscela), sia in quanto ricca fonte di amilasi, un enzima digestivo, che facilita la conversione di amido in zuccheri. Una birra composta da solo malto d'orzo (quindi non da altri cerali, maltati o meno) potrebbe comunque essere prodotta con diverse tipologie di orzo, non obbligatoriamente una sola.
Possono essere anche utilizzati altri cereali, maltati e non maltati (tra cui grano, riso, avena, segale, farro e, meno frequentemente, mais, sorgo e miglio). Alcuni produttori propongono birra senza glutine, fatta con il sorgo senza malto d'orzo, per le persone che non possono digerire il glutine di cereali come il grano, l'orzo e la segale.
Luppolo
Dare sapore alla birra è il maggior utilizzo commerciale del luppolo. Il fiore del luppolo viene usato per dare sapore e come agente conservante in quasi tutte le birre fabbricate al giorno d'oggi. I fiori vengono spesso chiamati luppolo.

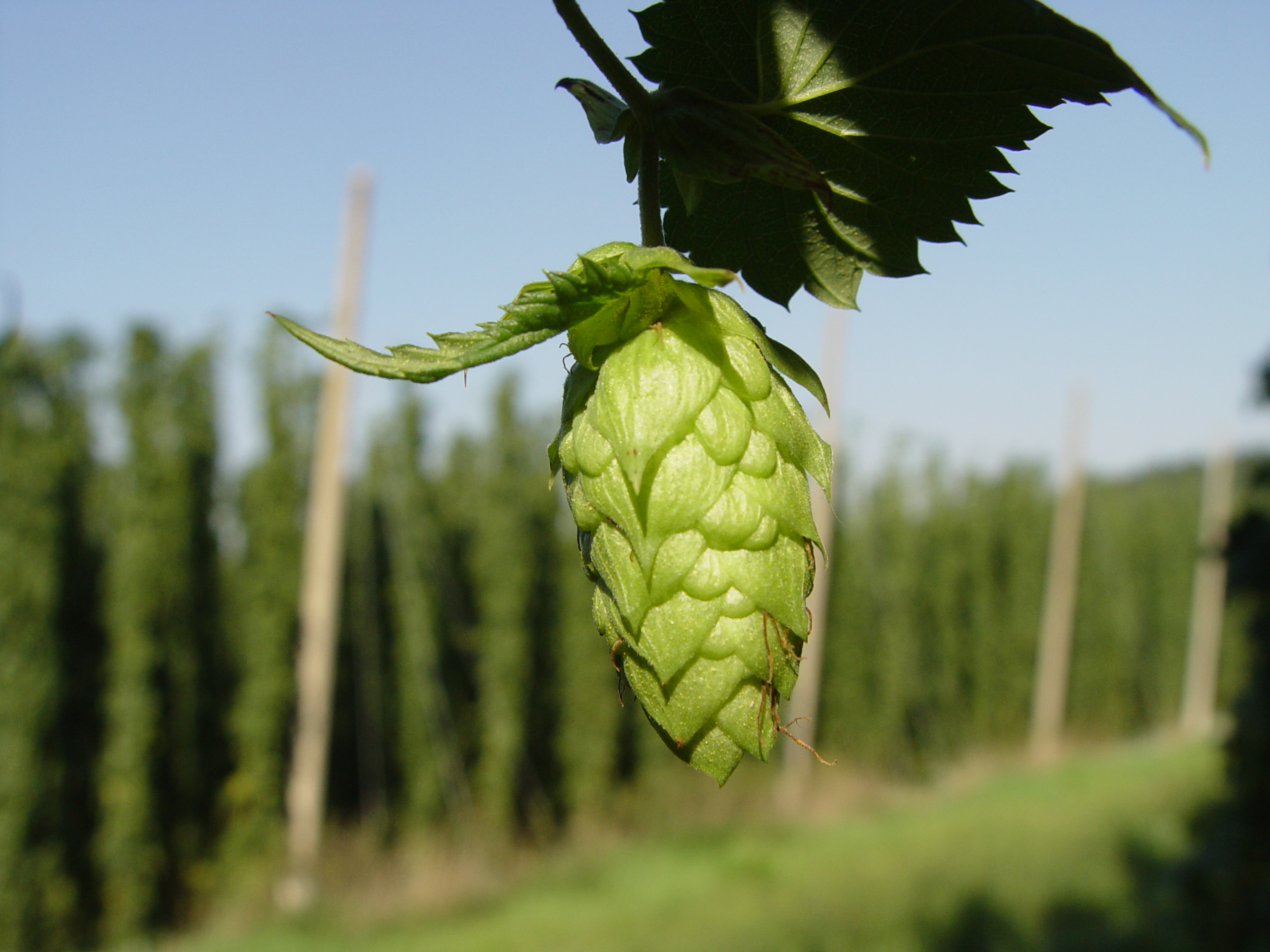
Luppolo in una piantagione in Germania

Il luppolo risulta sia stato utilizzato dai birrifici esistenti presso i monasteri in Germania, come ad esempio Abbazia di Corvey in Westfalia, sin dall'822, anche se la data normalmente considerata per la coltivazione diffusa di luppolo per l'impiego nella produzione della birra è del XIII secolo. Prima del XIII secolo, e fino al XVI secolo, quando il luppolo divenne l'aroma dominante. In precedenza la birra era aromatizzata con altre piante, per esempio, Glechoma hederacea. Combinazioni di diverse erbe aromatiche, frutti di bosco, e anche di ingredienti come l'assenzio venivano combinati in una miscela nota come gruit e utilizzati come il luppolo lo è al giorno d'oggi. Ancora oggi alcune birre, come la Fraoch della Scottish Heather Ales company e la Cervoise Lancelot della French Brasserie-Lancelot company, utilizzano piante diverse dal luppolo per dare sapore alla birra.
Il luppolo possiede diverse caratteristiche che i birrai necessitano inserire nella birra. Esso contribuisce a dare quell'amaro che bilancia il dolce del malto; l'amaro della birra viene misurato sui valori della International Bitterness Units scale (scala internazionale di valutazione del sapore amaro). Il luppolo contribuisce a dare fragranza e serbevolezza di beva, profumi e aromi alla birra. Esso possiede anche un potere antibiotico che favorisce l'attività del lievito sui microorganismi meno desiderabili; esso favorisce pure il mantenimento nel tempo della schiuma creata dalla carbonatazione; infine, gli acidi presenti nel luppolo agevolano la conservazione del prodotto.
Lievito
Il lievito è un microrganismo responsabile della fermentazione della birra. Esso metabolizza gli zuccheri estratti dagli amidi, producendo alcol e diossido di carbonio, trasformando la miscela acqua-malto in birra. Oltre a far fermentare la birra, il lievito influenza il suo carattere e gusto.
I principali tipi di lievito usati nella birrificazione sono il Saccharomyces cerevisiae, conosciuto come lievito ale e il Saccharomyces uvarum, noto come lievito lager; il loro impiego dà luogo a diversi tipi di birra come la ale e la pale lager. I Brettanomyces producono la lambic, e i Torulaspora delbrueckii la bavarese weissbier.
Prima che fosse stato compreso il ruolo dei lieviti nella fermentazione, questa dipendeva da lieviti selvatici o presenti nell'aria. Alcuni metodi come il lambic utilizzano questo metodo ancora oggi, ma la fermentazione moderna utilizza colture microbiologiche di lievito.

## Birrificazione
Tutte le birre sono prodotte utilizzando un processo basato su una formula semplice. La chiave del processo è malto di cereali - soprattutto orzo - anche se possono essere aggiunti altri cereali, maltati o crudi. Il malto è realizzato tramite germinazione di un cereale, che viene poi essiccato in un forno e quindi torrefatto. Il processo di germinazione crea una serie di enzimi, in particolare α-amilasi e β-amilasi, che trasformano l'amido in zucchero. A seconda della tostatura, il malto assumerà un colore più o meno scuro che influenzerà fortemente il colore e il sapore della birra. Il malto viene frantumato per spezzare i chicchi di cereale, in modo da esporre il cotiledone che contiene la maggior parte dei carboidrati e degli zuccheri, e aumentare la superficie di contatto, separando i pezzi più piccoli dalla lolla.
Ci sono diverse fasi nel processo di birrificazione, che comprendono la maltificazione, la macinazione, la macerazione o ammostamento, la chiarificazione, l'ebollizione, la fermentazione, la pastorizzazione, la filtrazione e l'imbottigliamento.
La maltificazione (detta anche "maltazione") è il processo di germinazione dei cereali necessari alla produzione della birra (orzo o altri). Il processo è suddiviso in tre fasi, che aiutano a liberare gli amidi dal cereale. In primo luogo, durante la macerazione, il cereale viene inserito in una vasca con acqua e lasciato a bagno per circa 40 ore. Durante la germinazione, il grano viene posto sul pavimento della stanza di germinazione per circa 5 giorni. L'obiettivo della germinazione è quello di consentire agli amidi del cereale di frazionarsi in piccoli segmenti. Quando questa fase è completa, il cereale viene indicato come malto verde. La parte finale del malto è l'essicazione o torrefazione. Qui, il malto verde passa a una temperatura molto alta in un forno di essiccazione. La variazione di temperatura è graduale in modo da non disturbare o danneggiare gli enzimi contenuti nel cereale. Quando l'essicazione è completa, il malto passa al filtraggio.
Il successivo processo è la macinazione. Questo processo provvede alla riduzione in polvere o frammenti dei cariossidi di cereale per essere utilizzati nel processo di birrificazione. La macinazione del cereale rende più facile l'assorbimento dell'acqua (idratazione) che si mescola con gli zuccheri estratti dal malto. La macinazione può anche influenzare le caratteristiche finali della birra.
La macerazione è il processo successivo. Questo processo, denominato anche ammostamento (mashing in inglese, abbreviato spesso in mash) in quanto produce il mosto, converte gli amidi rilasciati durante la fase di maltificazione, in zuccheri che possono essere fermentati. Il cereale macinato viene immerso in acqua calda contenuta in un tino (apposito contenitore in acciaio, nel passato in rame) denominato "ammostatore". In questo recipiente, il cereale e l'acqua si combinanano insieme (si mescola o a mano tramite una paletta, nel caso di piccoli pentoloni, oppure grazie ad un agitatore elettrico a palette fisso o mobile nel caso di grandi ammostatori) per creare un mosto di cereali. Un doppio fondo permette di tenere separati grani e liquido. Le azioni termiche (riscaldamento), chimiche (idratazione) e meccaniche (mescolamento), che si svolgono nell'ammostatore, favoriscono la cessione di composti dal solido al liquido (dissoluzione per macerazione) e avviano le successive trasformazioni. L'acqua ricca di zucchero viene poi filtrata in un processo noto come chiarificazione. Prima della chiarificazione, la temperatura del mosto può essere portata a circa 75 °C per disattivare gli enzimi. Per filtrare si usa o un falso fondo forato oppure un filtro montabile appena sopra il fondo. L'alternativa è pompare il mosto nel tino di lautering che serve per filtrare le trebbia.  Ulteriore acqua può essere spruzzata (tramite un attrezzo denominato fly sparge oppure mediante una sorta di doccia montata sul recipiente) sui grani "esauriti" per estrarre zuccheri supplementari ancora presenti (processo noto come sparging ovvero "lavaggio delle trebbie"): questa seconda frazione di mosto è aggiunta alla principale.
A questo punto il liquido è noto come birra grezza). Il mosto viene trasferito in un grande tino noto come "rame" o bollitore dove viene bollito con luppolo e, a volte altri ingredienti quali erbe o zuccheri. In questa fase avvengono molte reazioni chimiche e vengono prese delle decisioni determinanti sul gusto, colore e aroma da dare alla birra. La bollitura serve a terminare i processi enzimatici, la precipitazione delle proteine, l'isomerizzazione delle resine del luppolo e a concentrare e sterilizzare il mosto. Il luppolo aggiunge aroma e sapore amaro alla birra. Alla fine della bollitura, il mosto viene posto in un tino chiamato "centrifuga", dove le particelle solide vengono separate.
Specie nei piccoli birrifici, le fasi di ammostamento, cottura del mosto e filtraggio sono effettuate in maniera contigua utilizzando un impianto che si chiama "sala di cottura" o "sala cotta". Ammostamento e bollitura sono svolte (in fasi disgiunte) in un tino (ovviamente ad azione termica attivabile ovvero una caldaia per birrificazione) e a fianco, in linea, c'è il tino di filtrazione/whirpool; invece, le sale a tre tini sono strutturate in ammostamento/bollitura, filtrazione, whirlpool. Completano l'impianto il polmone di acqua calda (o il generatore di vapore) e lo scambiatore di raffreddamento (in pratica è un procedimento "a isola" su monoblocco compatto). Le sale di cottura sono modulabili per stazioni e dimensioni a seconda delle esigenze e dei volumi produttivi. Il PLC permette di gestire le ricette, controllare e registrare i parametri delle varie cotte prodotte, nonché scegliere il tipo di ammostamento.
Dopo la centrifugazione, il liquido subisce un processo di raffreddamento. Questo avviene quando il mosto viene trasferito rapidamente dal bollitore a uno scambiatore di calore per essere raffreddato. Lo scambiatore di calore è costituito da un insieme di tubi immersi all'interno di una vasca contenente acqua fredda. È molto importante raffreddare velocemente il mosto, fino a un livello di temperatura che consenta al lievito di essere aggiunto in modo sicuro. Infatti il lievito non può svilupparsi alle alte temperature.
Dopo che il mosto passa attraverso lo scambiatore di calore, ormai raffreddato, viene fatto passare in un fermentatore. Nel serbatoio di fermentazione viene aggiunto un lievito selezionato in funzione del tipo di birra che si vuole produrre. L'addizione di lievito è solitamente eseguita mediante precedente idratazione in acqua oppure in mosto, secondo proporzioni calibrate, e successiva incorporazione della miscela ottenuta alla massa (questo per favorire la diffusione e ambientamento graduale dei lieviti nel mosto). Comincia quindi il processo di fermentazione che determina la trasformazione degli zuccheri in alcol, biossido di carbonio e altri composti.
La seconda fase del processo si chiama racking. Questo avviene quando i birrai travasano la birra in una nuova vasca per il condizionamento. Il condizionamento della birra è quel processo in cui il sapore diventa più gradevole e i gusti indesiderati vengono eliminati.
Dopo un periodo oscillante da una a tre settimane, la birra fresca (o "verde") viene travasata in una vasca di maturazione ove si esegue la cosiddetta "seconda fermentazione". Dopo una permanenza che può andare da una settimana a diversi mesi, la birra entra nella fase finale della sua produzione. Qui, la birra che richiede una filtrazione viene sottoposta a questo trattamento che gli conferisce trasparenza e il suo colore naturale. Questa operazione serve anche a stabilizzarne il sapore. Dopo che la birra è stata filtrata, subisce un trattamento di carbonazione e viene quindi trasferita in un serbatoio fino all'imbottigliamento.

## Macerazione
La macerazione è il processo che combina un mix di cereale macinato (tipicamente malto d'orzo con aggiunte di altri cereali maltati o meno) con l'acqua, e questa miscela viene riscaldata in un recipiente. La macerazione permette agli enzimi di trasformare l'amido in zuccheri, in genere maltosio per creare un malto liquido. Esistono due metodi principali - infusione, nel quale la miscela viene riscaldata in un recipiente e un altro che consiste nella bollitura della miscela. La macerazione prevede delle pause a determinate temperature (circa 45 °C) e ha luogo in un recipiente.
Il processo dura normalmente da 1 a 2 ore, e durante questo tempo la temperatura attiva i diversi enzimi a seconda del tipo di malto utilizzato, il suo livello di modifica, e l'intenzione del produttore di birra. L'attività di questi enzimi converte gli amidi in destrina e poi in zuccheri fermentabili, come il maltosio. Un riposo del liquido a una temperatura oscillante fra i 49 e i 55 °C attiva varie proteasi, che abbattono le proteine che altrimenti potrebbero causare uno stato di mancata trasparenza al prodotto. Questo riposo è in genere utilizzato solo con un determinato genere di malti che sono sempre meno utilizzati in Germania e nella Repubblica Ceca, o con cereali non maltificati come mais e riso, che sono ampiamente usati in Nord America. Un riposo a 60 °C attiva la β-glucanasi che fa precipitare i β-glucani consentendo al flusso di zuccheri di svilupparsi più liberamente nel prosieguo del processo. Nei processi moderni, la β-glucanasi può essere aggiunta come supplemento. Per finire, si esegue la sosta di saccarificazione ovvero il riposo alla temperatura di 65 - 71 °C che viene utilizzato per convertire il malto in zucchero, usabile successivamente nel processo di fermentazione. Facendo sostare quest'ultimo alla più bassa temperatura che favorisce lo sviluppo degli enzimi β-amilasi, si producono più zuccheri di basso livello come maltotriosio, maltosio e glucosio, che sono più fermentabili da parte del lievito. Questo a sua volta crea una birra dal corpo inferiore e dal grado alcolico superiore. Un riposo più vicino alla fascia alta della gamma di enzimi α-amilasi, produce zuccheri di ordine superiore come le destrine che sono meno fermentabili dai lieviti, quindi una birra corposa, con meno alcol e più dolce. Durata e variazioni di pH riguardano anche la composizione dello zucchero del mosto che ne deriva.

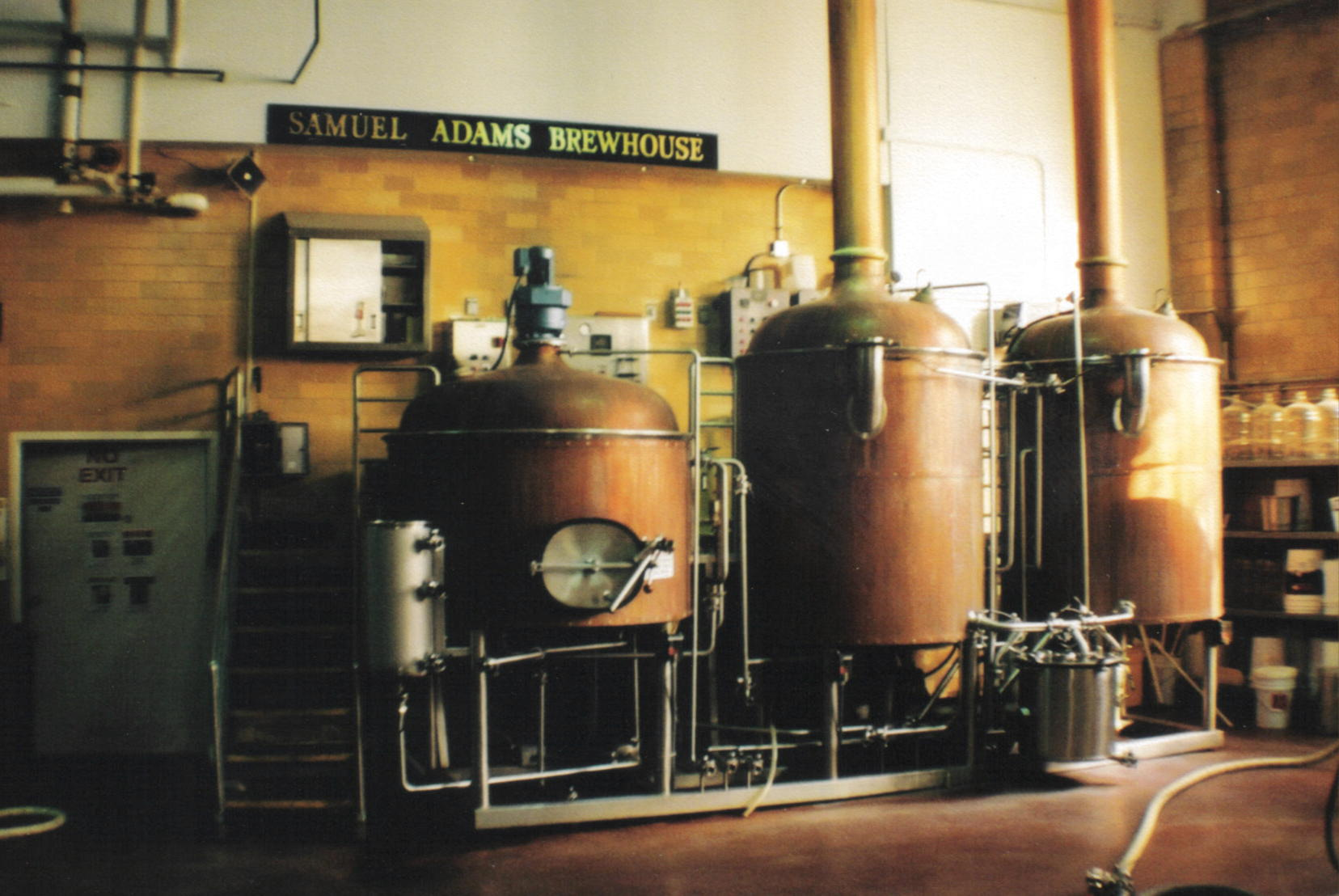
Bollitore al birrificio Samuel Adams

### Chiarificazione
La chiarificazione è il processo che determina la separazione dal mosto (il liquido contenente gli zuccheri derivante dal processo precedente) della massa dei cereali macinati, denominati "trebbie". Questo può essere realizzato in una vasca dotata di un doppio fondo oppure ricorrendo ad un filtro. La maggior parte dei processi di separazione si svolgono in due fasi: prima l'estratto viene separato in uno strato non diluito dai grani e uno di filtrazione, in cui l'estratto rimanente con i chicchi viene risciacquato con acqua calda. Il serbatoio ha fori abbastanza piccoli, nella parte inferiore, da trattenere i pezzi grandi di macinato. Il letto di grani che si deposita su di esso è il filtro vero e proprio. Alcuni tini prevedono, la rotazione di rastrelli o coltelli per tagliare il letto del macinato e mantenere così un buon flusso (agitatore). I coltelli possono essere attivati in modo da spingere i grani, una caratteristica utilizzata per il materiale dalla vasca.

## Bollitura
La bollitura degli estratti di malto ne assicura la sterilizzazione e impedisce quindi la proliferazione batterica. Durante la bollitura si aggiunge il luppolo, che contribuisce a dare il sapore amaro, aroma e altri composti alla birra, e, inoltre con il calore della bollitura, consente alle proteine del mosto di coagulare e determina anche la caduta del pH. Infine, i vapori prodotti durante l'ebollizione consentono il volatilizzarsi di odori anomali, compresi quelli dei precursori del dimetil solfuro.
L'ebollizione deve essere condotta in modo che sia uniforme e intensa. Dura tra i 50 e i 120 minuti, a seconda della sua intensità, il programma di aggiunta di luppolo e il volume di acqua che il birraio si aspetta di far evaporare.
Con il termine cotta (che è il carico di mosto in una caldaia di ebollizione) si designa il risultato della "cottura" di un volume di mosto e, a volte-per traslazione, il recipiente contenente il mosto in bollitura. Più precisamente, la cotta nasce nella precedente fase di ammostatura e corrisponde al volume di liquido (contenuto nell'ammostatore) sottoposto al ciclo termico. Nel linguaggio dei birrifici è il termine che si usa per intendere un'unità di misura di produzione di birra. Equivale al "forno" per i fornai o i pizzaioli.

### Apparecchiature utilizzate

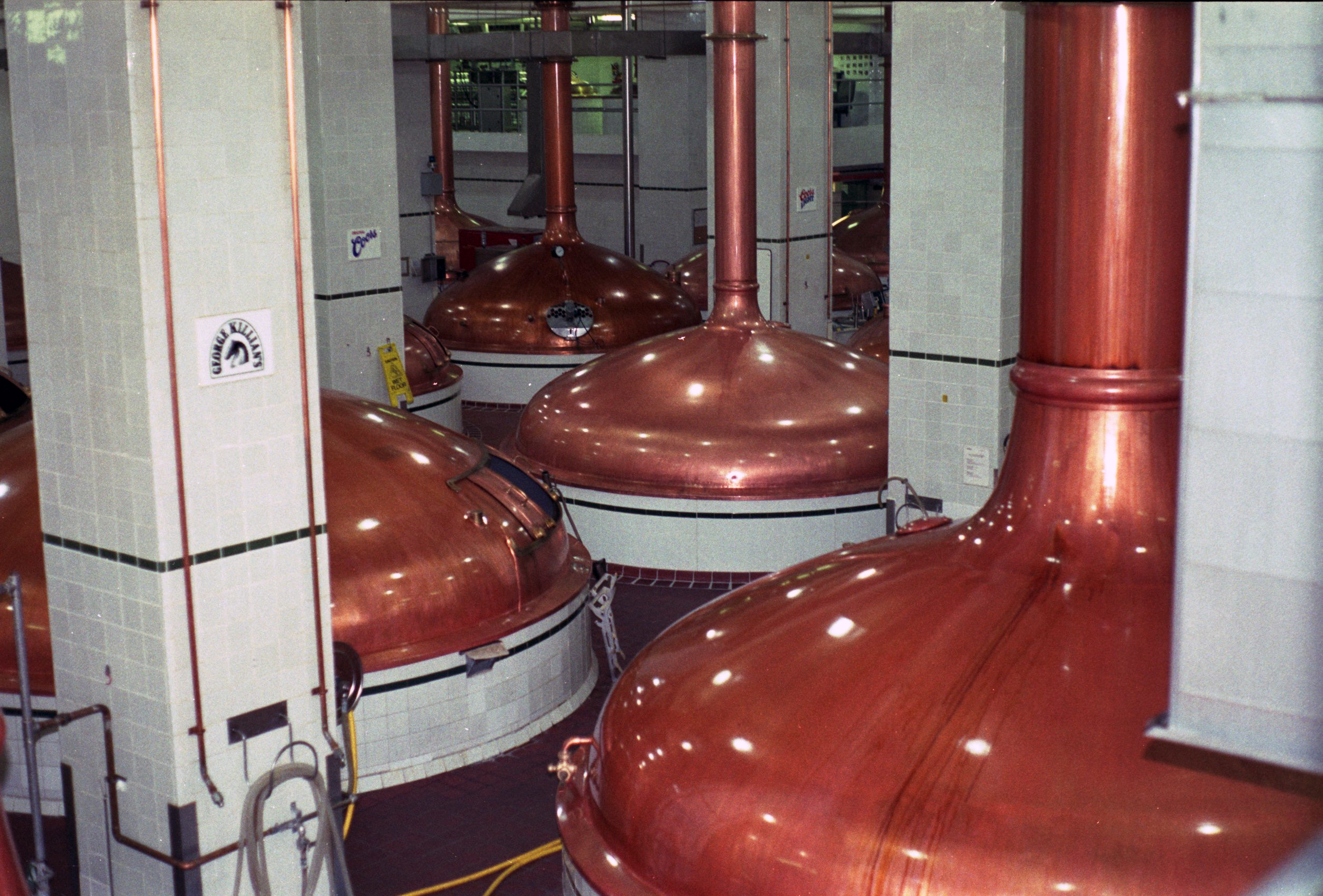
Tini di bollitura alla Coors Brewing Company

I bollitori più semplici hanno un riscaldamento diretto a carbone, con un bruciatore sottostante. Questi possono produrre una bollitura molto buona, ma sono anche tali da bruciare la miscela che viene a contatto con la fiamma, causando caramellizzazione e rendendo difficile la pulizia.
La maggior parte dei birrifici impiegano un sistema a vapore surriscaldato, che utilizza intercapedini di vapore nel recipiente in cui viene inserito il mosto. Il vapore viene erogato sotto pressione da una caldaia esterna.
I birrifici moderni utilizzano oggi molti metodi interessanti, ognuno dei quali consegue un più intenso risultato bollente e una più completa realizzazione degli obiettivi di ebollizione.
Molte fabbriche di birra hanno una unità di ebollizione al di fuori del bollitore, talvolta chiamato calandria, attraverso la quale viene pompato il mosto. L'unità è di solito un alto e sottile cilindro, con molti tubi interni disposti verso l'alto. Questi tubi hanno lo scopo di fornire un'enorme superficie su cui può agire il vapore e prevede quindi una eccellente volatizzazione. Il volume totale del mosto viene fatto circolare da sette a dodici volte l'ora attraverso questa caldaia esterna, assicurando che il mosto venga bollito in modo uniforme alla fine del procedimento. Il mosto viene poi bollito nel recipiente a pressione atmosferica, e attraverso un attento controllo degli ingressi e delle uscite sulla caldaia esterna, può essere realizzata una sovrappressione, alzando il punto di ebollizione di alcuni gradi Celsius. Al ritorno al bollitore, si verifica una vigorosa vaporizzazione. La temperatura più elevata, a causa di una maggiore vaporizzazione, può ridurre i tempi di ebollizione fino al 30%. Le caldaie esterne sono state originariamente progettate per migliorare le prestazioni dei bollitori che non fornivano un adeguato effetto bollente, ma sono poi state adottate dall'industria come unico mezzo di bollitura del mosto.
Le moderne sale di bollitura possono anche essere dotate di calandrie interne, che non necessitano di pompa. Funzionano fondamentalmente sullo stesso principio delle unità esterne, ma si basano sulla convezione per spostare il mosto attraverso la caldaia. Questo può evitare super ebollizione, poiché un deflettore al di sopra della caldaia riduce la formazione di schiuma, e inoltre riduce l'evaporazione. Le calandrie interne sono generalmente difficili da pulire.

### Centrifugazione
Alla fine della bollitura, il mosto viene messo in una centrifuga. Le sostanze solide più dense (proteine coagulate, sostanze vegetali del luppolo), decantano in un cono al centro della vasca. La tecnica di centrifugazione si chiama, più propriamente, whirpool e corrisponde a una fase di processo, a valle della bollitura, importante.
Nella maggior parte dei grandi birrifici, vi è un serbatoio separato per la centrifugazione. Questi serbatoi sono di grande diametro per favorire la sedimentazione, e hanno un fondo piatto o con una pendenza di 1 o 2 gradi verso l'uscita, un ingresso tangenziale vicino al fondo della vasca, e una presa sul fondo vicino al bordo esterno della vasca. Una centrifuga non dovrebbe avere sporgenze interne che potrebbero rallentare la rotazione del liquido. Il fondo della vasca è spesso leggermente inclinato verso l'uscita. Centrifughe più recenti hanno spesso Denk ring sospesi in mezzo alla vasca. Questi anelli sono allineati orizzontalmente e hanno circa il 75% del diametro della vasca. Gli anelli Denk prevengono la formazione di vortici secondari nella vasca, favorendo la formazione di un cono al centro della stessa. Birrifici di più piccole dimensioni usano spesso i bollitori come centrifughe. Servono a eliminare le particelle solide che si vuole togliere dal mosto.

### Hopback
Un hopback è una camera sigillata che viene inserita, a valle del bollitore, dopo la centrifuga e prima del refrigeratore. Il luppolo viene aggiunto mentre il mosto caldo, proveniente dal bollitore, transita attraverso di esso, e poi immediatamente raffreddato nel refrigeratore prima di entrare nella camera di fermentazione. Il sistema facilita la massima ritenzione dei composti volatili che conferiscono l'aroma del luppolo che normalmente sarebbero eliminati quando il luppolo viene a contatto con il mosto caldo. Poiché è una camera stagna, i composti volatili del luppolo sono intrappolati nel mosto caldo, e poi questo viene immediatamente raffreddato, mantenendo i composti volatili in soluzione.
Nel Regno Unito, è prassi comune utilizzare un hopback per purificare il mosto. Questo dispositivo ha lo stesso effetto, ma opera in modo completamente diverso da una vasca di centrifugazione. I due dispositivi sono spesso confusi, ma hanno funzionalità molto diverse. Mentre uno usa la forza centrifuga, un hopback utilizza uno strato di fiori di luppolo freschi in uno spazio ristretto facendoli agire come un filtro per eliminare i residui. Inoltre, mentre una centrifuga è utile solo per la rimozione delle particelle di luppolo (che i fiori non tendono a separare con la stessa facilità), gli hopback sono generalmente utilizzati solo per la rimozione di fiori interi di luppolo (in quanto le particelle tendono a passare attraverso l'hopback).

### Refrigerazione
Dopo la centrifugazione, il mosto deve essere portato alla temperatura di fermentazione (20-26 °C) prima di aggiungere il lievito. Nei birrifici moderni questo processo è realizzato attraverso una lastra scambiatore di calore. Uno scambiatore di calore a piastre ha molti piatti increspati, che formano due percorsi separati. Il mosto viene pompato nello scambiatore di calore, e passa attraverso le piastre. Il mezzo di raffreddamento, di solito acqua fredda, passa attraverso gli spazi. I dorsi dei piatti garantiscono un flusso turbolento. Un buon scambiatore di calore può far cadere la temperatura da 95 °C a 20 °C, mentre il riscaldamento del fluido di raffreddamento passa da circa 10 °C a 80 °C. Le ultime piastre usano spesso un mezzo di raffreddamento capace di essere portato al di sotto del punto di congelamento, che permette un controllo più preciso della temperatura del mosto in uscita, e consente anche il raffreddamento a circa 10 °C. Dopo il raffreddamento, viene spesso disciolto ossigeno nel mosto per rivitalizzare il lievito e aiutare la sua riproduzione.
Durante la bollitura, è utile recuperare parte dell'energia usata per bollire il mosto. Sulla via d'uscita dalla fabbrica (camino), il vapore creato durante la bollitura viene fatto passare sopra una serpentina in cui scorre acqua non riscaldata. Regolando la velocità del flusso, la temperatura di uscita dell'acqua può essere controllata. Anche per questo è spesso usato uno scambiatore di calore a piastre. L'acqua viene poi conservata per un uso successivo, in attrezzature di pulizia, o ovunque sia necessario.
Un altro metodo comune per il recupero di energia viene attuato durante il raffreddamento del mosto. Quando l'acqua fredda viene utilizzata per raffreddare il mosto in uno scambiatore di calore, essa viene notevolmente riscaldata. In una fabbrica di birra efficiente, l'acqua fredda viene fatta passare attraverso lo scambiatore di calore a un tasso fissato per elevare la temperatura dell'acqua all'uscita. L'acqua ormai calda viene poi immagazzinata in un serbatoio.

## Fermentazione

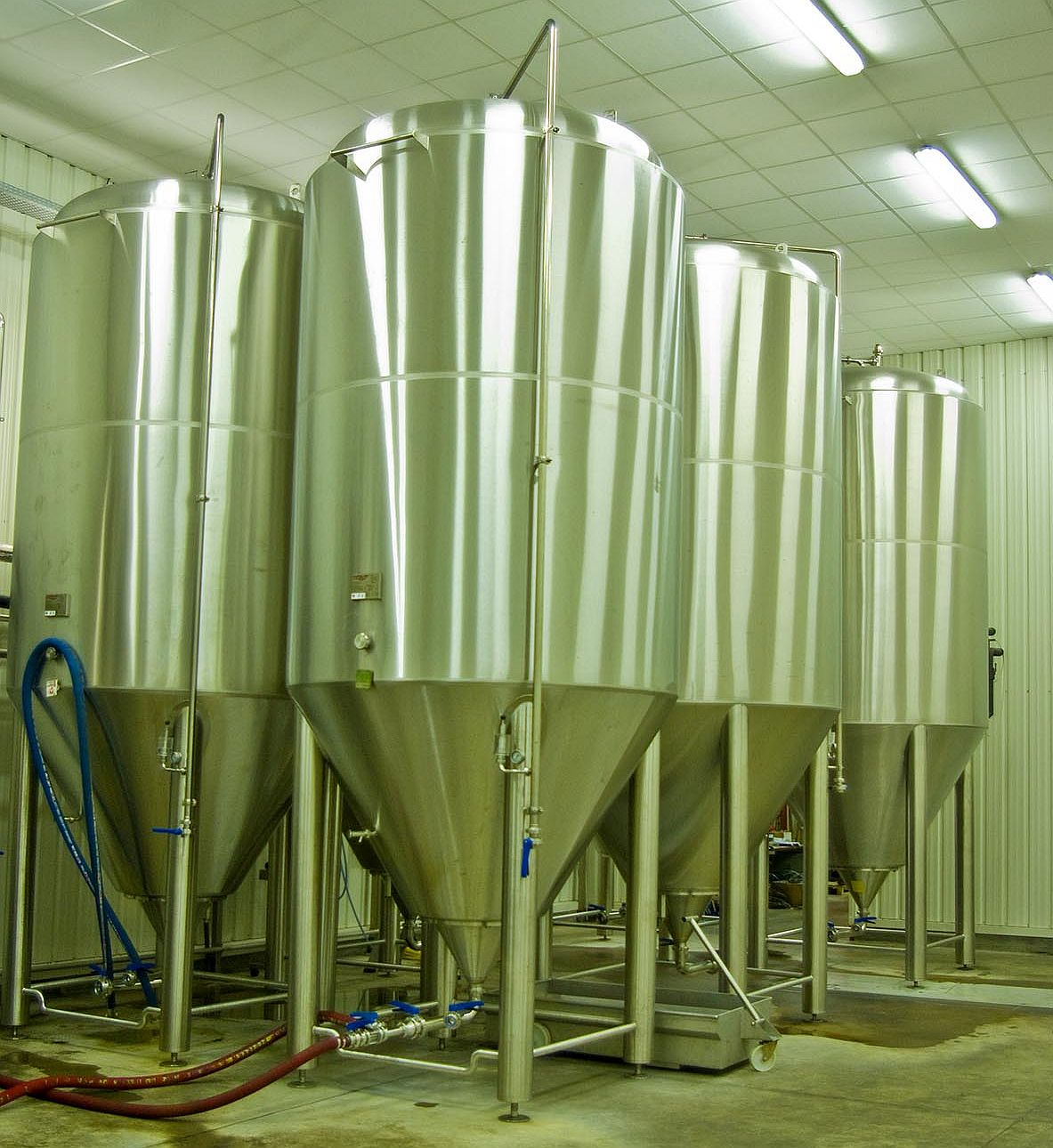
Moderni serbatoi di fermentazione

La fermentazione nella fabbricazione della birra è la conversione dei carboidrati in alcol e anidride carbonica e composti secondari, utilizzando lievito, batteri o una loro combinazione, in condizioni anaerobiche. Una definizione più ristretta di fermentazione è la conversione chimica dello zucchero in etanolo. Ovviamente, come per qualsiasi processo fermentativo, è prodotto anche calore.
Dopo che il mosto viene raffreddato e aerato - di solito con aria sterile - viene aggiunto del lievito e comincia la fermentazione. Durante questa fase gli zuccheri sono metabolizzati in alcol e diossido di carbonio, e il prodotto risultante può essere chiamato birra per la prima volta. La fermentazione avviene in serbatoi che possono avere varie forme: i più diffusi sono enormi vasi cilindro-conici, di pietra-aperti, fino ai tini di legno.
La maggior parte dei birrifici usano, come fermentatori, dei recipienti cilindro-conici, che hanno un fondo conico e una parte superiore cilindrica. Il cono ha un angolo intorno ai a 60°, che consentirà al lievito di fluire verso il fondo del cono, ma non è così ripido da occupare troppo spazio in verticale. Questi serbatoi sono in grado di gestire sia la fermentazione sia la stabilizzazione nello stesso serbatoio. Al termine della fermentazione, il lievito e altri solidi che sono caduti nel vertice del cono possono essere facilmente rimossi attraverso un'apertura posta alla base del cono (ovviamente vi sono altre aperture poste al di sopra del fondo ove si deposita il lievito esausto).
Vengono anche utilizzati serbatoi di fermentazione aperti, spesso per mostrare il procedimento nelle birrerie, e in Europa per far fermentare la birra di frumento. Questi serbatoi non hanno piani di appoggio, il che rende la raccolta dei lieviti di fermentazione molto facile. La parte superiore scoperta rende il rischio di contaminazione batterica più elevato, ma con opportune procedure di pulizia e di protocolli operativi attuati da chi entra in camera di fermentazione, il rischio può essere ben controllato.
I fermentatori sono in genere realizzati in acciaio inox. Se sono semplici vasche di tipo cilindrico con estremità smussate, sono disposti in verticale, al contrario dei serbatoi di condizionamento che di solito sono disposti orizzontalmente. Solo pochissimi birrifici usano ancora tini di legno per la fermentazione visto che il legno è difficile da tenere pulito e indenne e deve essere revisionato più o meno annualmente.

## Metodi di fermentazione

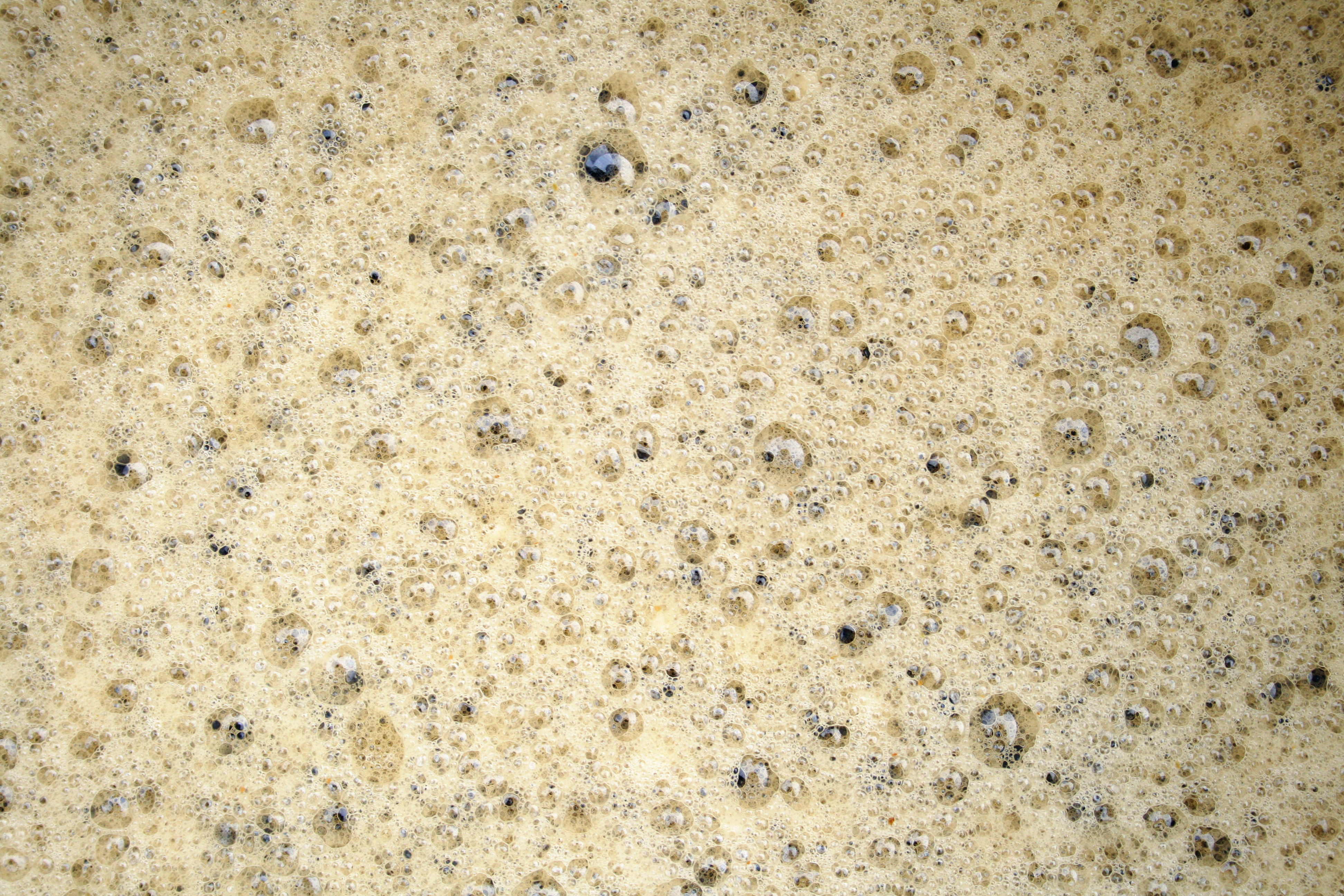
Fermentazione della birra

Vi sono tre metodi fondamentali di fermentazione, a caldo, a freddo e spontanea. La fermentazione può aver luogo in recipienti aperti o chiusi. Vi può poi essere una fermentazione secondaria che può avvenire in barile o in bottiglia.
I lieviti per la birra possono essere classificati come a "taglio in alto" (o "alta fermentazione") e "taglio in basso" (o "bassa fermentazione"). Questa distinzione venne introdotta dal danese Emil Christian Hansen. I lieviti a taglio in alto vengono così chiamati in quanto producono una schiuma in cima al mosto durante la fermentazione. Essi possono produrre una maggior concentrazione di etanolo a una temperatura più elevata, in genere tra i 16 e i 24 °C, dando origine a una birra fruttata, dolce, di tipo ale. Un esempio di lievito a taglio alto è il Saccharomyces cerevisiae, comunemente noto come "lievito ale". I lieviti a taglio basso sono generalmente usati per produrre birra a fermentazione fredda, di tipo lager, anche se possono fermentare a temperature più elevate se mantenute sotto i 34 °C. Questi lieviti fermentano più zuccheri, creando una birra secca, e crescono meglio alle basse temperature. Un esempio di lievito a taglio basso è il Saccharomyces pastorianus, un tempo noto come Saccharomyces carlsbergensis.
In entrambi i tipi, il lievito è completamente distribuito nella birra mentre avviene la fermentazione, ed entrambi precipitano per flocculazione alla fine della fermentazione. Ciò non significa che tutti i lieviti a taglio alto dimostrano questo comportamento, ma è caratteristica di molti lieviti ale inglesi, che si possono presentare anche con una catena che è tecnicamente diversa dalla flocculazione vera e propria.
Il più comune lievito a taglio alto Saccharomyces cerevisiae, appartiene alla stessa specie del lievito di birra utilizzato nella panificazione. Tuttavia, il lievito per il pane e per la birra in genere appartengono a diversi ceppi, coltivati per favorire caratteristiche diverse: il bicarbonato dei ceppi di lievito per la panificazione è più aggressivo, al fine di favorire la lievitazione del pane nel più breve lasso di tempo; i ceppi di lievito per la birrificazione hanno una lievitazione più lenta, ma tendono a produrre meno sapori indesiderati e tollerano concentrazioni di alcol superiori (alcuni ceppi, fino al 22%).
Per garantire la purezza del ceppo, un campione "pulito" di lievito viene a volte conservato, essiccato o refrigerato in laboratorio. Dopo un certo numero di cicli di fermentazione, viene prodotto un lievito a elevata fermentazione da un campione di laboratorio. Tipicamente, si sviluppa in tre o quattro stadi in mosto sterile addizionato di ossigeno.

## Fermentazione a caldo
Lieviti ale come il Saccharomyces cerevisiae fermentano generalmente a elevate temperature fra i 15 e i 20 °C, occasionalmente fino a 24 °C, mentre i lieviti usati da Dupont Brewery fermentano un po' più in alto da 29 °C a 35 °C. Essi generalmente formano una schiuma sulla superficie così come durante la fermentazione la loro superficie idrofobica determina la flocculazione con il diossido di carbonio; a seguito di questo fenomeno essi sono chiamati "a taglio alto" o "alta fermentazione"— anche se questa distinzione è meno netta nella moderna birrificazione che usa recipienti cilindrico-conici che favoriscono la naturale sedimentazione in basso (parte conica) dei lieviti esausti ovvero a fermentazione completata.
La fermentazione a taglio alto è molto veloce, con durata media di 3-4 giorni, dato che ha una cinetica molto energica.
Le birre fermentate a caldo sono generalmente pronte da bere entro tre settimane dopo l'inizio della fermentazione, anche se alcuni birrai le tengono a invecchiare per diversi mesi.

## Fermentazione a freddo
La ale e le lager sono generalmente differenziate per essere fermentate ad alta e bassa temperatura rispettivamente; comunque, usando le moderne tecnologie, i lieviti per ale sono frequentemente a basso taglio. La lager è un tipo di birra prodotta con fermentazione a freddo, usando temperature più basse che per le ale, intorno ai 10 °C, comparate con le temperature tipiche delle birre a fermentazione a caldo che operano a 18 °C. Esse vengono conservate per circa un mese o più a lungo vicine al punto di congelamento e durante questa fase rilasciano componenti solforati.
Anche se è la fermentazione a freddo che definisce la lager, la principale differenza tecnica del lievito lager è la sua capacità di processare i trisaccaridi, zuccheri composti da galattosio, fruttosio e glucosio, in modo che tutti gli zuccheri vengono fermentati, mentre nella fermentazione a caldo fermenta la sola frazione del fruttosio lasciando il melibiosio, che non può ulteriormente scindersi in due monosaccaridi a causa della sua mancanza di melibiase, così la ale resta più dolce con una conversione più bassa di zucchero in alcol. Il raffinosio è un componente minore dell'orzo secco Carlsberg, ma nel singolo malto è praticamente inesistente.
Sebbene la natura del lievito non sia stata pienamente compresa fino a Emil Hansen, del birrificio Carlsberg in Danimarca, che isolò una singola cellula di lievito nel 1800, i produttori di birra della Baviera hanno usato per secoli una selezione di lieviti per la fermentazione a freddo delle lager ("Lägern") conservandole nelle loro grotte alpine. Il processo di selezione naturale ha fatto sì che i lieviti selvatici che tolleravano maggiormente il freddo divennero quelli che rimangono attivi a fermentare nella birra che viene immagazzinata nelle grotte. Alcuni di questi lieviti bavaresi sono stati portati nella fabbrica di birra Carlsberg nel periodo in cui Hansen fece la sua famosa scoperta.
La fermentazione a taglio basso è lenta, con durata media di 20 giorni, dato che ha una cinetica poco energica.
Oggi, le lager rappresentano la grande maggioranza delle birre prodotte, le più famose delle quali sono le lager leggere chiamate Pilsner originarie di Pilsen, nella Repubblica Ceca (Plzeň in ceco). Le lager spaziano dalle leggerissime alle molto forti in fatto di gradazione alcolica.
Il lievito per lager fermenta normalmente a una temperatura di circa 5 °C ma può essere fatto fermentare a temperatura più elevata normalmente usata per il lievito ad alta fermentazione, e questa applicazione è spesso usata in uno stile di birra, conosciuta come "birra a vapore". Il Saccharomyces pastorianus è utilizzato nella fabbricazione della birra lager.

## Fermentazione spontanea
Questo tipo di birra è stata realizzata per la prima volta vicino a Bruxelles in Belgio. Essa veniva fatta fermentare in barili di quercia dopo essere stata addizionata di lievito selvatico e batteri presenti a Koelship. La birra prodotta in quella zona è detta Lambic. Questi batteri aggiungono un sapore amaro alla birra. Tra i molti tipi di birra prodotti, i batteri sono usati molto poco, la maggior parte delle birre sono fermentate con lieviti e la contaminazione batterica è rigorosamente evitata.
Tuttavia, con l'avvento delle banche del lievito e della National Collection of Yeast Cultures (Raccolta nazionale delle culture del lievito) la produzione di queste birre, anche se non attraverso la fermentazione spontanea, è possibile ovunque. Specifiche colture batteriche sono disponibili anche per riprodurre certi tipi di birra.
Il Brettanomyces è un genere di lievito importante nella produzione della lambic, una birra prodotta non con l'aggiunta intenzionale di lieviti di birra, ma dalla fermentazione spontanea con lieviti selvatici e batteri.

### Fermentazione secondaria
Dopo la fermentazione iniziale o primaria, la birra può essere trasferita in un secondo contenitore, in modo che non sia più esposta ai lieviti morti e ad altri detriti (noti anche come "Trub") che si sono insediati sul fondo del fermentatore primario. Questo impedisce la formazione di odori anomali e composti nocivi come acetaldeide, che sono comunemente accusati dei postumi di una sbornia. Durante la fermentazione secondaria, la maggior parte del lievito rimasto decanta sul fondo del contenitore, lasciando un sedimento. Nella fermentazione secondaria le condizioni di sovrasaturazione producono la maggior parte della schiuma che sarà presente nel prodotto finito.
Fermentazione in bottiglia.
Alcune birre subiscono una fermentazione in bottiglia, dando una carbonatazione naturale. Questa può essere una seconda o terza fermentazione. Queste bottiglie sono riempite con birra contenente una valida popolazione di lievito in sospensione. Se non ci sono zuccheri residui fermentabili, lo zucchero può essere aggiunto. La fermentazione risultante genera CO2, che intrappolato nella bottiglia, rimane in soluzione fornendo una carbonatazione naturale.
Fermentazione in barile.
Con birra in barile s'intende la birra non filtrata e non pastorizzata servita fresca senza addizionamento di azoto o biossido di carbonio.

## Condizionamento
Quando gli zuccheri presenti nella birra di fermentazione sono stati quasi completamente digeriti, la fermentazione rallenta e il lievito comincia a sedimentare sul fondo della vasca. In questa fase, la birra viene raffreddata a circa la temperatura di congelamento, cosa che determina la decantazione del lievito, e fa sì che le proteine possano coagulare combinandosi con il lievito stesso. Se deve essere usato un serbatoio di condizionamento separato, è in questa fase che la birra verrà trasferita in uno solo di essi. Sapori sgradevoli come i composti fenolici diventano insolubili nella birra fredda, e il sapore della birra diventa più morbido. Durante questo periodo va mantenuta la pressione nei serbatoi per evitare che la birra perda di tono.
Il condizionamento può durare da 2 a 4 settimane, o anche più, dipende dal tipo di birra. Inoltre le lager vengono invecchiate, a temperature di congelamento, per 1-6 mesi a seconda del tipo. Questo invecchiamento a freddo (lagerizzazione) serve a ridurre i composti dello zolfo prodotti dal lievito a bassa fermentazione e per produrre un prodotto dal gusto più pulito con minori quantità di esteri.
Se le vasche di fermentazione hanno intercapedini di raffreddamento, in contrapposizione alla refrigerazione di tutta la cantina, il condizionamento può aver luogo nello stesso serbatoio di fermentazione. Altrimenti deve essere eseguito in serbatoi separati (in una cantina a parte). È qui che si realizza l'invecchiamento.

## Stabilizzazione
Agenti chiarificanti
Alcuni produttori aggiungono uno o più agenti chiarificanti alla birra, che in genere creano un precipitato (raccolta di sostanze solide) di particelle solide e di proteine che si trovano solo in tracce nel prodotto finito. Questo processo rende la birra limpida e pulita, diversamente dall'aspetto torbido delle birre etniche non filtrate.
Fra gli agenti chiarificanti esistono la colla di pesce, ottenuta dalla vescica natatoria dei pesci, il Chondrus crispus, un'alga, la carragenina estratta dall'alga Kappaphycus cottonii e la gelatina. Se una birra viene indicata "per vegani", è stata chiarificata con alghe o agenti artificiali, anche se è stato messo a punto il metodo Fast Cask da Marston's nel 2009.

## Filtrazione

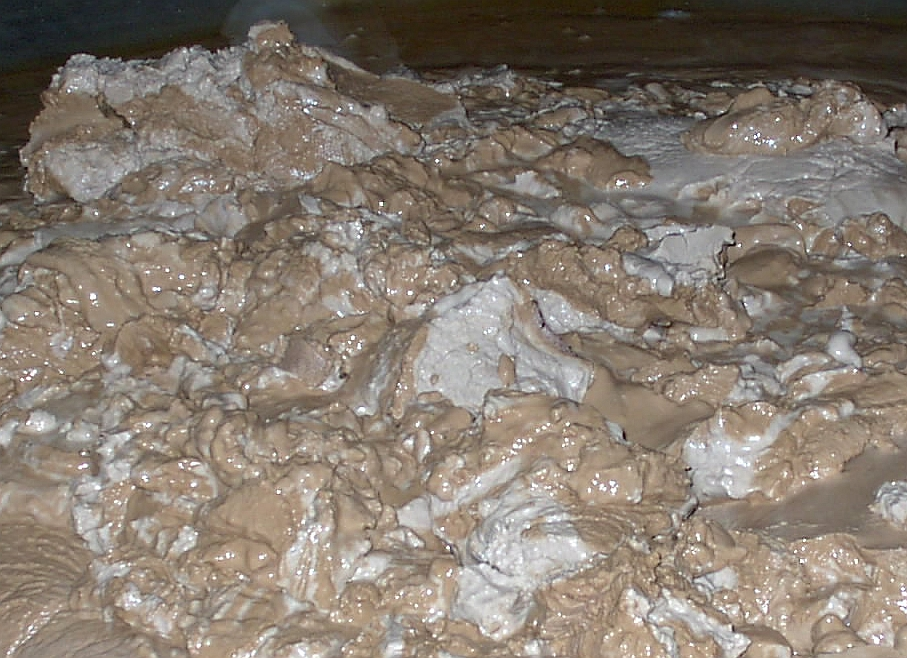
Una miscela di farina fossile e lievito dopo la filtrazione

Filtrare la birra stabilizza il sapore, e dà alla birra la sua lucentezza e brillantezza. Non tutte le birre vengono filtrate. Quando viene applicata un'imposta di fabbricazione dalle leggi locali, di solito viene inserita in questa fase in vasca di calibrazione.
Vi sono diversi tipi di filtri. Molti mezzi di filtrazione usano filtri pre-confezionati, come fogli o cartucce, mentre altri usano una polvere molto sottile, per esempio, farina fossile che è introdotta nella birra e ripassa attraverso degli schermi per formare un letto di filtrazione.
La gamma dei filtri spazia dai filtri abbastanza larghi che tolgono gran parte del lievito ed eventuali solidi (ad esempio, particelle di luppolo e di cereali) rimasti nella birra, ai filtri abbastanza stretti per la tensione del colore e il corpo della birra. I gradi di filtrazione normalmente utilizzati sono divisi in grezzo, raffinato e sterile. La filtrazione grezza lascia alcune impurità nella birra, ma dà un prodotto notevolmente più chiaro della birra non filtrata. La filtrazione fine dà un bicchiere di birra trasparente tanto da potersi leggere un giornale attraverso, senza opacità evidente. Infine, come suggerisce il nome, la filtrazione sterile è molto spinta al punto che quasi tutti i microrganismi presenti nella birra vengono rimossi durante il processo.
Filtri a foglio
Questi filtri utilizzano supporti prefabbricati e sono relativamente semplici. I fogli sono realizzati in modo da consentire il passaggio delle sole particelle più piccole di una determinata dimensione, e il fabbricante è libero di scegliere come filtrare la birra. I fogli vengono inseriti nella cornice di filtraggio, sterilizzati (con acqua calda, per esempio) e quindi utilizzati per filtrare la birra. Le lastre possono essere lavate se il filtro si blocca, e di solito i fogli sono usa e getta e vengono sostituiti tra le sessioni di filtrazione. Spesso i fogli contengono materiale filtrante in polvere per facilitare la filtrazione.
Va tenuto presente che i filtri prefabbricati hanno due lati. Uno con fori più grandi, e l'altro con fori più stretti. Il flusso va dal lato con i fori grandi a quello con i fori stretti, in modo che le particelle più grandi si incastrino nei fori grandi pur lasciando spazio sufficiente per far passare le particelle più piccole.
I fogli vengono venduti in valori nominali, e in genere il 90% delle particelle più grandi del valore nominale sono bloccate dal filtro.
Farina fossile
Filtri che utilizzano come mezzo di filtrazione la polvere sono molto più complicati da gestire, ma possono filtrare la birra molto più a lungo prima di dover essere rigenerati. I mezzi di filtrazione più comuni sono la farina fossile e la perlite.

## Imbottigliamento
Nella fase d'imbottigliamento la birra viene messa in contenitori nei quali lascerà il luogo di produzione. In genere questo significa mettere la birra in bottiglie, lattine di alluminio e fusti, ma può comprendere anche la spedizione della birra in cisterne per i clienti ad alto volume.